# Morens
Morens is een plaats en voormalige gemeente in het district Broye van het kanton Fribourg in Zwitserland. Op 1 januari 2017 ging de gemeente op in de op die dag gevormde fusiegemeente Estavayer.

## Geografie
Morens ligt in de exclave Estavayer van kanton Fribourg in kanton Vaud. De oppervlakte van de voormalige gemeente bedraagt 2.58 km².
- Hoogste punt: 505 m
- Laagste punt: 444 m

## Bevolking
De gemeente heeft 140 inwoners (2003). De meerderheid in Morens is Franstalig (89%, 2000) en Rooms-Katholiek (70%).

## Economie
95% van de werkzame bevolking werkt in de primaire sector (landbouw en veeteelt), 0% in de secundaire sector (industrie), 5% in de tertiaire sector (dienstverlening).